# Strada europea E002
La strada europea E002 è una strada europea che collega Ələt a Sədərək. Come si evince dalla numerazione, si tratta di una strada di classe B posta a est della E101.
La E002 non si può percorrere consecutivamente per intero per via della chiusura del confine tra Armenia e Azerbaigian.

## Percorso
La E002 è definita con i seguenti capisaldi di itinerario: "Ələt - Saatlı - Meghri - Ordubad - Culfa - Naxçıvan - Sədərək".